# 朱俊樻
进贤庄惠王朱俊樻（1497年—1550年10月22日），明朝追封代思王朱聪沬的庶次子。

## 生平
弘治十七年（1504年）二月得赐名。
正德五年（1510年）四月，明武宗御奉天殿，傳诏遣武安侯鄭英、恭順侯吳世興、興安伯徐良、宣城伯衛璋、安鄉伯張坤、清平伯吳傑、武進伯朱本為正使，中書舍人胡頤、行人唐鳳儀、盧楫、陳錫、曹鍷、謝階、劉澄甫為副使，冊封朱俊樻為進賢王。
嘉靖二年（1523年）九月，明世宗遣英國公張崙等為正使、翰林院編修黃佐等為副使持節奉冊封東城兵馬副指揮蔣𨭉的女兒為進賢王妃。
嘉靖二十九年（1550年）九月，朱俊樻薨。嘉靖三十一年（1552年）十二月，嫡長子朱充炨袭封。

## 评价
- 《弇山堂别集》卷073：履正志和，柔質慈民。